# 論山駅
論山駅（ノンサンえき）は、大韓民国忠清南道論山市半月洞にある韓国鉄道公社（KORAIL）の駅である。

## 利用可能な路線
- 韓国鉄道公社
  - 湖南線

## 駅構造
- 島式ホーム2面4線の地上駅。

## 駅周辺
- 論山市外バスターミナル
- 論山高速バスターミナル
- 論山鶏龍教育支援庁
- 論山東星初等学校

## 歴史
- 1911年7月20日 - 開業。
- 1960年7月25日 - 駅舎が焼失。
- 1965年5月5日 - 立て直された駅舎が竣工。
- 1971年9月10日 - 無煙炭輸送列車の終着駅に指定。
- 1988年12月6日 - 現在の駅舎が竣工。
- 2009年10月31日 - 貨物取扱中止。

## 隣の駅
韓国鉄道公社
湖南高速鉄道
KTX（西大田経由）
鶏龍駅 - 論山駅 - 益山駅
湖南線
連山駅 - (夫皇駅) - 論山駅 - (彩雲信号場) - 江景駅